# Chorizagrotis nomina
Chorizagrotis nomina là một loài bướm đêm trong họ Noctuidae.